# Stazione di Sagliains
La stazione di Sagliains è una stazione della ferrovia dell'Engadina e della ferrovia del Vereina, gestite dalla Ferrovia Retica, posta a cavallo del confine tra le frazioni di Susch e Lavin del comune di Zernez.

## Storia
La stazione venne costruita contestualmente alla ferrovia della Vereina, aperta all'esercizio dei treni navetta per il trasporto di autoveicoli il primo novembre 1999.

## Strutture e impianti

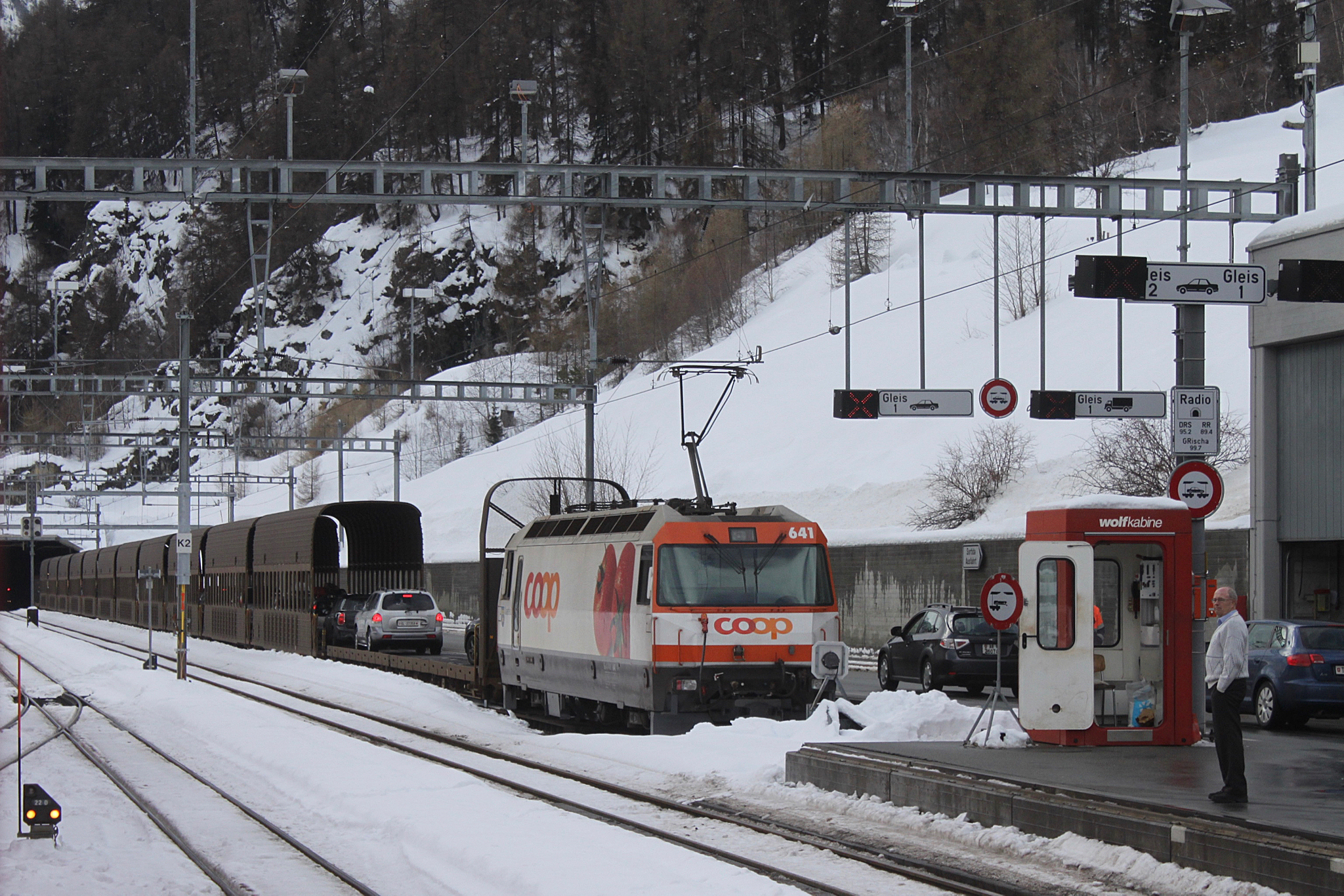
Treno navetta in sosta su uno dei due binari muniti di banchina per il carico e lo scarico degli autoveicoli.

La stazione è dotata di due binari serviti da una banchina centrale (accessibile solo via treno) adibiti al servizio viaggiatori (interscambio tra le linee dell'Engadina e della Vereina) e di due binari dotati di banchina per il carico e lo scarico degli autoveicoli dai treni navetta che attraversano la galleria della Vereina. Il marciapiede non ha collegamenti con l'esterno e non è possibile comprare biglietti da/per questa stazione, in quanto serve unicamente per le coincidenze fra i treni delle due linee (tre possibili direzioni) che la servono.